# Jars of Clay
Jars of Clay (с англ. — «Сосуды из глины») — американская христианская рок-группа из Нэшвилла, штат Теннесси. Лауреат многих наград, включачя три премии Грэмми. Участники группы познакомились в Гринвиллском колледже в Гринвилле, штат Иллинойс (США). В состав группы входят Дэн Хазелтайн — вокал, Чарли Лоуэлл — фортепиано и клавишные, Стивен Мэйсон — лид-гитара и Мэтью Одмарк — ритм-гитара. Хотя у группы нет постоянного барабанщика или бас-гитариста, Джереми Лутито и Гейб Рушивал из Disappointed by Candy исполняют эти роли на живых концертах. В прошлом в состав группы входили Аарон Сэндс, Скотт Сэвидж и Джо Портер. Стиль Jars of Clay — это смесь альтернативного рока, фолка, акустики и R&B.
Название группы Jars of Clay происходит от перевода Второго послания к Коринфянам 4:7 (Новый Завет) в Новой международной версии:
Но мы имеем это сокровище в глиняных сосудах, чтобы показать, что эта превосходящая сила от Бога, а не от нас.
Этот стих перефразирован в их песне «Four Seven», которая появилась в качестве скрытого трека на CD-релизе их альбома с собственным названием.

## Биография
См. также «Jars of Clay Band history» в английском разделе.
Дэн Хазелтайн, Стив Мэйсон, Чарли Лоуэлл и Мэтт Бронлиу образовали Jars of Clay в Гринвиллском колледже в Гринвилле, штат Иллинойс, в начале 1990-х. Чарли Лоуэлл впервые встретил Дэна Хазелтайна, заметив, что на нём была футболка рок-группы Toad the Wet Sprocket. Совместная музыкальная карьера не была их изначальной целью; некоторые из первых песен, которые они написали вместе, предназначались для занятий по музыке и звукозаписи, которые они в то время посещали. Их второй гитарист Мэтт Одмарк присоединился к группе некоторое время спустя. Во время учёбы в колледже, играя вместе в местных кофейнях, Jars приобрели известность благодаря своей оригинальной аранжировке песни «Rudolph the Red Nosed Reindeer», которая была адаптирована под мелодию песни Nirvana «Smells Like Teen Spirit».
В 1994 году группа представила демо-запись на конкурс талантов, проводимый Gospel Music Association, и была выбрана в качестве финалистов. Вернувшись в Гринвилл, они самостоятельно выпустили ограниченным тиражом демо «Frail», по одноимённой песне. Шумиха от их выступления в Нэшвилле и популярность демо привели к предложениям от звукозаписывающих лейблов, и группа решила бросить учёбу и переехать в Нэшвилл. В это время Бронлиу покинул группу, чтобы закончить школу и поселиться со своей невестой. Его заменил Мэтт Одмарк, друг детства Лоуэлла и выпускник иезуитской школы Маккуэйд.
Группа подписала контракт с Essential Records и приступила к записи своего первого полноформатного студийного альбома Jars of Clay. Эдриан Белью, участник британской рок-группы King Crimson, услышал группу и предложил себя в качестве продюсера, в результате чего он спродюсировал две песни: «Liquid» и «Flood».
Дебютный альбом группы с собственным названием вышел в 1995 году. Когда сингл «Flood» начал подниматься в чартах мейнстримовых радиостанций, Silvertone Records (материнская компания Essential) начала активно продвигать песню, превратив её в один из самых больших мейнстримовых хитов, когда-либо созданных группой на христианском лейбле. С тех пор альбом получил мультиплатиновый сертификат по версии RIAA.

### Верования
В 2002 году в интервью Скотту Саймону из NPR в программе Weekend Edition Saturday, отвечая на вопрос об относительно тонком религиозном содержании их музыки, Хазелтайн сказал, что песни группы не предназначены для объяснения их веры, а написаны об их жизни, на которую влияет их вера. Хазелтайн объяснил решение «сторониться… традиционного религиозного языка» как осознанное, отчасти для того, чтобы сделать свою музыку более доступной для тех, кого «отталкивает религия», и «любить людей таким образом, чтобы это не ограничивалось только теми, кто понимает язык христианства». Хазелтайн также заявил, что искусство может «заставить людей почувствовать истину, а не говорить им о ней».

## Состав группы
- Дэн Хасельтайн (Dan Haseltine) — вокал, перкуссия, мелодика (1993 — настоящее время)
- Чарли Лоуэлл (Charlie Lowell) — фортепиано, орган, аккордеон, клавиши, бэк-вокал (1993-настоящее время)
- Стивен Мейсон (Stephen Mason) — гитара, вокал, бас-гитара, лапчатая и педальная сталь, национальная, мандолина, бэк-вокал (1993-настоящее время)
- Мэтт Одмарк (Matthew Odmark) — акустическая гитара, электрогитара, банджо, фоновый вокал (1993-настоящее время)

## Дискография
См. также «Jars of Clay discography» в английском разделе.
- Jars of Clay (1995)
- Much Afraid (1997)
- If I Left the Zoo (1999)
- The Eleventh Hour (2002)
- Who We Are Instead (2003)
- Redemption Songs (2005)
- Good Monsters (2006)
- Christmas Songs (2007)
- The Long Fall Back to Earth (2009)
- The Shelter (2010)
- Inland (2013)

## Награды и номинации

### GMA Dove Awards
| Год  | Награда                                                                             | Результат |
| ---- | ----------------------------------------------------------------------------------- | --------- |
| 2004 | Group of the Year                                                                   | Номинация |
| 2004 | Rock/Contemporary Album of the Year (Furthermore: From the Studio, From the Stage)  | Номинация |
| 2004 | Recorded Music Packaging of the Year (Furthermore: From the Studio, From the Stage) | Номинация |
| 2005 | Rock/Contemporary Recorded Song of the Year («Show You Love»)                       | Номинация |
| 2006 | Pop/Contemporary Album of the Year (Redemption Songs)                               | Номинация |
| 2006 | Recorded Music Packaging of the Year (Redemption Songs)                             | Победа    |
| 2007 | Artist of the Year                                                                  | Номинация |
| 2007 | Group of the Year                                                                   | Номинация |
| 2007 | Pop/Contemporary Recorded Song of the Year («Dead Man (Carry Me)»)                  | Номинация |
| 2007 | Rock/Contemporary Recorded Song of the Year («Work»)                                | Номинация |
| 2007 | Rock/Contemporary Album of the Year (Good Monsters)                                 | Победа    |
| 2007 | Short Form Music Video of the Year («Work»)                                         | Победа    |
| 2008 | Christmas Album of the Year (Christmas Songs)                                       | Номинация |
| 2010 | Artist of the Year                                                                  | Номинация |
| 2010 | Group of the Year                                                                   | Номинация |
| 2010 | Song of the Year («Two Hands»)                                                      | Номинация |
| 2010 | Pop/Contemporary Album of the Year (The Long Fall Back to Earth)                    | Победа    |
| 2010 | Recorded Music Packaging of the Year (The Long Fall Back to Earth: Deluxe Edition)  | Победа    |
| 2010 | Recorded Music Packaging of the Year (The Long Fall Back to Earth)                  | Номинация |
| 2011 | Pop/Contemporary Album of the Year (Jars of Clay Presents: The Shelter)             | Номинация |
| 2011 | Praise & Worship Album of the Year (Jars of Clay Presents: The Shelter)             | Номинация |
| 2014 | Rock/Contemporary Album of the Year (Inland)                                        | Номинация |

### Grammy Awards
| Год  | Категория                                                        | Результат |
| ---- | ---------------------------------------------------------------- | --------- |
| 1996 | Best Rock Gospel Album (Jars of Clay)                            | Номинация |
| 1998 | Best Pop/Contemporary Gospel Album (Much Afraid)                 | Победа    |
| 2000 | Best Pop/Contemporary Gospel Album (If I Left the Zoo)           | Победа    |
| 2002 | Best Pop/Contemporary Gospel Album (The Eleventh Hour)           | Победа    |
| 2010 | Best Pop/Contemporary Gospel Album (The Long Fall Back to Earth) | Номинация |

### Broadcast Music Incorporated
| Год  | Категория                              | Результат |
| ---- | -------------------------------------- | --------- |
| 1996 | «Flood»                                | Победа    |
| 2000 | «Can't Erase It»                       | Победа    |
| 2002 | «I Need You»                           | Победа    |
| 2002 | «Fly»                                  | Победа    |
| 2003 | «The Valley Song (Sing of Your Mercy)» | Победа    |